# Fildu de Jos
Fildu de Jos – wieś w Rumunii, w okręgu Sălaj, w gminie Fildu de Jos. W 2011 roku liczyła 247 mieszkańców.